# Diocesi di Luc'k

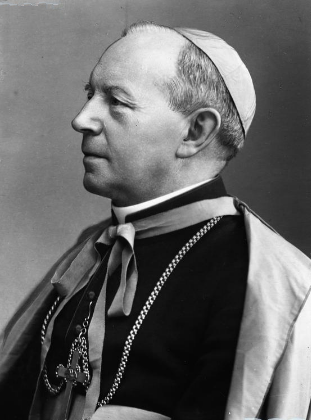
Adolf Piotr Szelążek, vescovo dal 1925 al 1950.

La diocesi di Luc'k (in latino: Dioecesis Luceoriensis) è una sede della Chiesa cattolica in Ucraina suffraganea dell'arcidiocesi di Leopoli. Nel 2023 contava 30.000 battezzati su 2.180.970 abitanti. È retta dal vescovo Vitalij Skomarovs'kyj.

## Territorio
La diocesi comprende le oblast' di Rivne e Volinia.
Sede vescovile è la città di Luc'k, dove si trova la cattedrale dei Santi Pietro e Paolo.
Il territorio si estende su 40.190 km² ed è suddiviso in 36 parrocchie.

## Storia
Fin dal 1358, la storica regione della Volinia aveva un suo vescovo, con sede a Lodomeria (Volodymyr). Dal punto di vista politico, la Volinia era divisa tra Polonia e Lituania. All'inizio del Quattrocento la rivalità tra le due potenze portò alla divisione della diocesi di Lodomeria. Infatti, il 17 febbraio 1400 papa Bonifacio IX nominò per la sede di Lodomeria il domenicano Gregorio di Butzkow su richiesta di Vitoldo, granduca di Lituania. Tuttavia, lo stesso papa nominò il 12 maggio 1404 un altro vescovo per la Volinia, il carmelitano Świętosław, con sede a Luc'k. La Volinia fu così divisa in due diocesi, Lodomeria per la parte lituana e Luc'k per la parte polacca. 
Questa situazione causò, oltre a difficoltà politiche, non poche incomprensioni e lamentele in campo ecclesiastico, che furono risolte presumibilmente solo dopo la morte dei due vescovi. Il 21 dicembre 1425 papa Martino V trasferì propter varias iustas causas la sede della diocesi di Lodomeria, rimasta vacante, a Luc'k, in eadem dioecesis, e nominò nuovo vescovo Andrzej Spławski, suffraganeo dell'arcivescovo di Leopoli.
Nel 1589 il vescovo Bernard Maciejowski (1587-1600) suddivise il territorio diocesano in tre decanati. I decani supervisionavano il funzionamento dell'organizzazione ecclesiastica nel decanato e visitavano le città e i villaggi sotto il loro controllo. Intorno al 1650 nella diocesi si contavano 14 decanati e circa 160 parrocchie.
Nel 1712 il vescovo Aleksander Wyhowski istituì il seminario diocesano.
Nel 1726, su iniziativa del vescovo Stefan Bogusław Rupniewski (1721-1731), per la vastità del territorio diocesano, furono istituiti due arcidiaconati, con sede a Luc'k e a Brėst, e contestualmente il territorio fu suddiviso in 188 parrocchie e 14 decanati.
Il 5 settembre 1781 un incendio distrusse la cattedrale.
In seguito alla terza spartizione della Polonia (1795), la diocesi si trovò divisa in tre stati diversi, l'impero russo, dove si trovava la sede vescovile, l'impero austriaco e il regno di Prussia. Il 16 ottobre 1798, con la bolla Maximis undique, papa Pio VI riorganizzò le diocesi cattoliche di rito latino dell'impero russo. La diocesi di Luc'k, il cui territorio fu fatto coincidere con il governatorato della Volinia, fu unita aeque principaliter alla diocesi di Kiev, che contestualmente assunse il nome di diocesi di Žytomyr. Con la stessa bolla le due diocesi furono rese suffraganee dell'arcidiocesi di Mahilëŭ.
Con queste decisioni la diocesi di Luc'k perse tutte le parrocchie che si trovavano fuori dalla Volinia: 35 parrocchie passarono alla diocesi di Minsk, 30 furono incorporate nella diocesi di Vilnius, 47 parrocchie furono annesse alla diocesi di Lublino in territorio asburgico, e, più tardi, 44 parrocchie formarono parte della diocesi di Wigry in territorio prussiano. Nel 1804 le diocesi unite di Luc'k e Žytomyr comprendevano solo 87 parrocchie.
Le difficile relazioni tra la Santa Sede e il governo russo portarono più volte nel corso del Settecento e soprattutto dell'Ottocento alla rottura delle relazioni tra i due Paesi. Non di rado il governo zarista sopprimeva con decreti propri le diocesi cattoliche, impedendo di fatto sia la nomina dei vescovi sia la presa di possesso delle diocesi. È questo il caso della soppressione imperiale della diocesi di Kam"janec' nel 1866; il 3 maggio 1867 con decreto della Congregazione Concistoriale, questa diocesi fu affidata in amministrazione ai vescovi di Luc'k e Žytomyr, fino al suo ristabilimento nel 1918.
Verso il 1910 la diocesi di Luc'k comprendeva 9 decanati e 81 parrocchie.
Al termine della prima guerra mondiale, e dopo la pace di Riga del 1921, le sedi di Luc'k e di Žytomyr si trovarono divise dal nuovo confine di Stato: la prima, costituita da 11 decanati, nella restaurata nazione polacca; e la seconda nella Russia sovietica. Con la bolla Vixdum Poloniae unitas del 28 ottobre 1925, papa Pio XI sciolse l'unione fra le due diocesi. La sede di Luc'k, resa suffraganea dell'arcidiocesi di Leopoli, perse 3 decanati, che rimasero in territorio sovietico e furono uniti alla diocesi di Žytomyr.
Nel 1938 la diocesi comprendeva 16 decanati, 138 parrocchie e poco più di 320.000 fedeli.
Dopo l'ingresso delle truppe sovietiche, il vescovo ausiliare Stefan Walczykiewicz fu arrestato il 17 settembre 1939. Dopo numerosi interrogatori, che gli compromisero la salute, morì il 12 maggio 1940 all'età di 53 anni.
Il 3 gennaio 1945 il Narodnyj Komissariat Vnutrennich Del arrestò il vescovo Adolf Peter Szelazek e lo tenne in detenzione a Kiev fino al 15 maggio 1946, quando lo espulse verso la Polonia, dove rimarrà fino alla fine dei suoi giorni. In quegli stessi anni la popolazione di nazionalità polacca della diocesi, che professava in maggioranza il cattolicesimo di rito romano fu rimpatriata coattivamente in Polonia.
Le autorità sovietiche chiusero la cattedrale al culto e il 15 dicembre 1980 destinarono l'edificio a museo dell'ateismo. La cattedrale è stata nuovamente riconsacrata il 31 marzo 1991.
Il 18 maggio 1996 la diocesi fu ristabilita e affidata all'arcivescovo di Leopoli Marian Jaworski come amministratore apostolico. Il 25 marzo 1998 la nomina a vescovo di Markijan Trofym"jak pose fine ad una sede vacante di 48 anni.

## Cronotassi dei vescovi
Si omettono i periodi di sede vacante non superiori ai 2 anni o non storicamente accertati.

### Vescovi di Luc'k
- Izydor ? † (1375 - 1380 deceduto)
- Rugiano ? † (1380 - 1400 deceduto)
- Świętosław, O.Carm. † (12 maggio 1404 - dopo il 1410)
- Andrzej Spławski † (21 dicembre 1425 - circa 1459 deceduto)
- Wacław Raczkowicz † (28 settembre 1459 - 1460/1462)
- Jan Łosowicz † (24 gennaio 1463 - 4 maggio 1468 nominato vescovo di Vilnius)
- Marcin Kreczowicz † (4 luglio 1468 - 1482/1483 deceduto)
- Stanisław Stawski † (9 novembre 1483 - circa 1488 deceduto)
- Jan Pudełko (Andruszewicz) † (2 dicembre 1491 - 1501/1502 deceduto)
- Albert Radziwiłł † (30 maggio 1502 - 10 settembre 1507 nominato vescovo di Vilnius)
- Paweł Holszański † (10 settembre 1507 - 15 marzo 1536 nominato vescovo di Vilnius)
- Jerzy Chwalczewski † (24 aprile 1536 - 1549 deceduto)
- Walerian Protasewicz † (27 maggio 1549 - 10 aprile 1556 nominato vescovo di Vilnius)
- Jan Andruszewicz † (13 aprile 1556 - 1566/1567 deceduto)
- Wiktoryn Wierzbicki † (22 agosto 1567 - 10 febbraio 1587 deceduto)
- Bernard Maciejowski † (8 giugno 1587 - 23 maggio 1600 nominato vescovo di Cracovia)
- Stanisław Gomoliński † (30 agosto 1600 - 1604 deceduto)
- Marcin Szyszkowski † (1604 succeduto - 18 luglio 1607 nominato vescovo di Płock)
- Paweł Wołucki † (30 luglio 1607 - 18 maggio 1616 nominato vescovo di Cuiavia)
- Henryk Firlej † (30 maggio 1616 - 19 gennaio 1617 nominato vescovo di Płock)
- Andrzej Lipski † (20 febbraio 1617 - 20 novembre 1623 nominato vescovo di Cuiavia)
- Stanisław Łubieński † (26 febbraio 1624 - 30 agosto 1627 nominato vescovo di Płock)
- Achacy Grochowski † (6 ottobre 1627 - 7 gennaio 1633 deceduto)
- Bogusław Radoszewski † (6 giugno 1633 - 1638 deceduto)
- Andrzej Gembicki † (19 aprile 1638 - 1654 deceduto)
- Jan Zamoyski, O.P. † (19 ottobre 1654 - 1º gennaio 1655 deceduto)
- Jan Stefan Wydżga † (31 maggio 1655 - 10 novembre 1659 nominato vescovo di Varmia)
- Mikołaj Prażmowski † (1º dicembre 1659 - 11 ottobre 1666 nominato arcivescovo di Gniezno)
  - Zygmunt Czyżowski † (15 dicembre 1666 - 1667 deceduto) (vescovo eletto)
- Tomasz Leżeński † (5 settembre 1667 - 1675 deceduto)
- Stanisław Dąmbski † (19 ottobre 1676 - 20 aprile 1682 nominato vescovo di Płock)
- Stanisław Jan Witwicki † (25 maggio 1682 - 24 novembre 1687 nominato vescovo di Poznań)
- Bogusław Leszczyński † (11 ottobre 1688 - 8 settembre 1691 deceduto)
  - Sede vacante (1691-1696)
- Franciszek Michał Prażmowski † (24 settembre 1696 - 3 settembre 1701 deceduto)
- Aleksander Wyhowski † (1º ottobre 1703 - 28 dicembre 1714 deceduto)
- Joachim Przebendowski † (5 ottobre 1716 - 21 maggio 1721 deceduto)
- Stefan Bogusław Rupniewski † (1º dicembre 1721 - 29 aprile 1731 deceduto)
- Jan Aleksander Lipski † (31 marzo 1732 - 19 dicembre 1732 nominato vescovo di Cracovia)
  - Sede vacante (1732-1736)
- Andrzej Stanisław Załuski † (19 novembre 1736 - 20 luglio 1739 nominato vescovo di Chełmno)
- Franciszek Antoni Kobielski † (30 settembre 1739 - 16 gennaio 1755 deceduto)
- Antoni Erazm Wołłowicz † (12 maggio 1755 - 6 luglio 1770 deceduto)
- Feliks Paweł Turski † (4 marzo 1771 - 29 novembre 1790 nominato vescovo di Cracovia)
- Adam Stanisław Naruszewicz, S.I. † (29 novembre 1790 - 8 luglio 1796 deceduto)

### Vescovi di Luc'k e Žytomyr
- Kasper Kazimierz Cieciszowski (17 novembre 1798 - 23 giugno 1828 nominato arcivescovo di Mahilëŭ)
- Michał Piwnicki † (23 giugno 1828 succeduto - 29 maggio 1845 deceduto)
  - Sede vacante (1845-1848)
- Kasper Borowski † (3 luglio 1848 - 15 marzo 1883 nominato vescovo di Płock)
- Szymon Marcin Kozłowski † (15 marzo 1883 - 14 dicembre 1891 nominato arcivescovo di Mahilëŭ)
  - Sede vacante (1891-1897)
- Cyryl Lubowidzki † (2 agosto 1897 - 2 giugno 1898 deceduto)
- Bolesław Hieronim Kłopotowski † (14 dicembre 1899 - 15 aprile 1901 nominato arcivescovo di Mahilëŭ)
- Karol Antoni Niedziałkowski † (15 aprile 1901 - 7 aprile 1911 deceduto)
  - Sede vacante (1911-1916)
- Ignacy Maria Dubowski † (16 ottobre 1916 - 30 maggio 1925 dimesso)

### Vescovi di Luc'k
- Adolf Piotr Szelążek † (14 dicembre 1925 - 9 febbraio 1950 deceduto)
  - Sede vacante (1950-1998)
- Markijan Trofym"jak (25 marzo 1998 - 24 luglio 2012 dimesso)[8]
- Vitalij Skomarovs'kyj, dal 12 aprile 2014

## Statistiche
La diocesi nel 2023 su una popolazione di 2.180.970 persone contava 30.000 battezzati, corrispondenti all'1,4% del totale.
| anno | popolazione | popolazione | popolazione | presbiteri | presbiteri | presbiteri | presbiteri                | diaconi | religiosi | religiosi | parrocchie |
| anno | battezzati  | totale      | %           | numero     | secolari   | regolari   | battezzati per presbitero | diaconi | uomini    | donne     | parrocchie |
| ---- | ----------- | ----------- | ----------- | ---------- | ---------- | ---------- | ------------------------- | ------- | --------- | --------- | ---------- |
| 1950 |             |             |             | 3          | 3          |            | 0                         |         |           |           |            |
| 1997 | 30.000      | 2.254.000   | 1,3         | 18         | 11         | 7          | 1.666                     |         | 10        | 18        | 36         |
| 2000 | 30.000      | 2.169.100   | 1,4         | 16         | 10         | 6          | 1.875                     |         | 6         | 17        | 36         |
| 2001 | 30.000      | 2.169.000   | 1,4         | 21         | 14         | 7          | 1.428                     |         | 7         | 13        | 36         |
| 2002 | 30.000      | 2.168.600   | 1,4         | 19         | 12         | 7          | 1.578                     |         | 7         | 13        | 36         |
| 2003 | 30.000      | 2.167.500   | 1,4         | 18         | 12         | 6          | 1.666                     |         | 6         | 14        | 36         |
| 2004 | 29.850      | 2.165.800   | 1,4         | 22         | 15         | 7          | 1.356                     |         | 7         | 12        | 36         |
| 2013 | 25.000      | 2.211.000   | 1,1         | 24         | 19         | 5          | 1.041                     |         | 6         | 7         | 33         |
| 2016 | 25.000      | 2.204.541   | 1,1         | 30         | 19         | 11         | 833                       |         | 12        | 8         | 35         |
| 2019 | 30.000      | 2.192.608   | 1,4         | 25         | 18         | 7          | 1.200                     |         | 9         | 8         | 36         |
| 2021 | 30.000      | 2.180.832   | 1,4         | 25         | 20         | 5          | 1.200                     | 1       | 7         | 7         | 36         |
| 2023 | 30.000      | 2.180.970   | 1,4         | 21         | 16         | 5          | 1.428                     |         | 6         | 4         | 36         |